# Dogo cubano
El Dogo cubano también conocido como Mastín cubano, es una raza canina extinta originaria de Cuba, tipo Bullmastiff utilizado en las peleas de perros. La raza fue introducida para la captura de cimarrones, el cuidado del ganado vacuno y peleas de perros. Tras la abolición de la esclavitud, y la pérdida de su pureza genética con el cruce de otros caninos, la raza se extinguió a finales del siglo XIX.

## Historia y origen
El Dogo cubano se desarrolló a partir de varias razas de bulldogs, mastines y perros de ganado convirtiéndose en un luchador ideal y guardián de la propiedad. Es posible que algunos especímenes de esta raza fueran traídos a América donde fueron empleados como perros guardianes.
También fueron utilizados contra los esclavos por los británicos durante la Segunda Guerra Cimarrón, por los franceses durante la expedición de Saint-Domingue, así como por los estadounidenses en los estados del sur esclavistas.
La raza se considera extinta desde finales del siglo XIX, pero ha habido informes que afirman que, aunque no quedan Dogos cubanos puros, los perros utilizados en los hoyos de enfrentamientos en Cuba son descendientes del mestizaje entre Pit Bulls, Perro de pelea cordobés, Dogo argentino y los pocos Dogo cubanos puros que quedaban a principios del siglo XX.
El descendiente moderno de esta rara raza de perro es mucho más grande y más fuerte que el original y se asemeja al American Pit Bull Terrier.
Se decía que el jefe del Dogo cubano era intermedio entre el de otros mastines y el de los sabuesos. La apariencia de cada perro individual fue probablemente bastante distinta dependiendo de las cantidades relativas de Mastín en su ascendencia. La cabeza era aparentemente relativamente cuadrada, y poseía una musculatura masiva. La raza tenía un hocico de longitud media que era bastante distinto del resto de la cara de otras razas.
El hocico tenía una ligera curva ascendente y terminaba en una gran nariz. El hocico era muy ancho, lo que le daba al perro un mordisco inmensamente poderoso. El perro poseía dientes muy grandes, pero no está claro si tenía la mordida inferior de un moloso típico o la mordida de nivel de un sabueso.
Esta raza poseía papada muy pronunciada y su cara era bastante arrugada, aunque aparentemente en menor medida que el mastín inglés. Las orejas del Dogo cubano se dejaban caer cerca de su cabeza, pero de vez en cuando (aunque no de forma típica) se recortaban.

## Características
El Dogo cubano era en general similar a otros mastines, aunque todavía era bastante distinto. La mayoría de las fuentes afirman que la raza era de altura intermedia entre el Bulldog Inglés Antiguo y el Mastín Inglés, lo que significa que la raza habría estado entre 20 y 22 pulgadas de alto en el hombro. Se decía que la raza era increíblemente pesada para su estatura, y la mayoría de las fuentes afirman que era la más pesada de todos los perros.

## Apariencia
Tenían un tamaño entre un Bulldog y un Mastín inglés. El morro era corto, ancho y truncado abruptamente; la cabeza ancha y plana y los labios muy caídos y pendulantes. Las orejas eran de tamaño medio parcialmente caídas y la cola corta, cilíndrica y con la punta moviéndose atrás y adelante. Se le describía de color lobo con la cara negra.

## Temperamento
Era conocido por ser extremadamente valiente y agresivo. Estaba dispuesto a enfrentar a cualquier enemigo sin miedo, y algunos parecían enfrentar desafíos con gran placer. El perro era famoso por su intensa lealtad e instinto protector hacia su maestro. Se decía que la raza estaba dispuesta a seguir a su amo en cualquier parte, y entregarle la vida sin dudarlo si era necesario.
Sin embargo, la raza era extremadamente agresiva con aquellos que no conocía. El perro estaba dispuesto a atacar ferozmente si era necesario, pero la mayoría estaba entrenada para someter con la menor violencia posible para evitar herir gravemente a valiosos esclavos. El Dogo Cubano era conocido por ser altamente agresivo con los animales, dispuesto y ansioso por luchar contra los toros y otros perros hasta la muerte.
La raza era aparentemente muy inteligente y bastante entrenable, al menos cuando el objetivo era enseñar a la raza a rastrear o luchar. Según lo que se conoce sobre el perro, es probable que sea extremadamente dominante, requiriendo una mano muy firme. El Dogo Cubano poseía un agudo sentido del olfato que le permitía seguir a Cimarrones a través de la selva cubana. El perro también fue impulsado a seguir un rastro, perseguirlo con dedicación hasta el final.